# ISLS
ISLS（Immediate Stroke Life Support、神経蘇生基礎研修法）とは、病院等のERのスタッフ（医師、看護師、救急隊員など）を対象とした急性の神経系障害の可能性のある傷病者への理想的な神経蘇生診療のコンセプトである。このコンセプトは、理想的なERシステムを構築するための方法論であり、診療の技術的な課題を学習するために研修を行う。

## コース
この神経蘇生基礎法（ISLS）を習得するための臨床シミュレーション研修コースはISLSコースと呼ばれる。ISLSコースは、日本救急医学会と日本神経救急学会の合同委員会（委員長：奥寺敬・富山大学）により2005年から2006年にかけて開発された。
臨床シミュレーション研修としてのISLSの設計は半日コース（4時間）であり、神経蘇生の初期診療の各要素の共通化により迅速化を目指すもので、下記に示すように一般教育目標（GIO:General Instructive Object）と個別行動目標（SBOs:Specific Behavioral Objects）が設定されている。これらの目標の達成レベルを参加者のレベルに会わせて設定することで、コース運営がより円滑になる。本コースは多職種参加型コースとしてデザインされており、コース中、主導する立場になるファシリテータは、各職種の職域・経験年数などを加味して同様に弾力的に運用することが求められる。

## テキスト
日本救急医学会と日本神経救急学会監修、ISLSコースガイドブック編集委員会編集によりテキストである「ISLSコースガイドブック」を2006年10月に出版。副題は「脳卒中初期診療のために」。2012年秋より、JRC蘇生ガイドライン2010に準拠するために、ISLS合同委員会（委員は、従来の日本救急医学会、日本神経救急学会に加えてPSLSと連動するために日本臨床救急医学会より構成する）が新たに組織され、2013年6月に改訂版に当たる「ISLSガイドブック2013」を刊行した。その後の国内外の関連領域のガイドライン改定に合わせて2018年5月に「脳卒中の初期診療の標準化 ISLS  ガイドブック2018」(ISBN 978-4-89269-948-1)を刊行した。ISLSガイドブック2018は、日本救急医学会、日本神経救急学会、日本臨床救急医学会に加え日本救急看護学会の監修を受けている。これは近年、看護師の受講者の比率が上昇していることによる。

## ISLS研修指導者の養成
ISLSの研修システムにおいて、ISLS指導者養成研修会（ワークショップ）がしばしば開催されており、指導者用のテキストの要望が高まった。そこで、ISLSのみならずPNLSACECなど神経蘇生領域共通の研修指導者のガイドブックとして、日本救急医学会・日本神経救急学会・日本臨床救急医学会・日本脳神経外科救急学会・日本救急看護学会の共同監修のもと、神経蘇生研修指導者ガイドブック編集委員会により2018年12月に「神経蘇生研修指導者ガイドブック」(978-4-89269-967-2)が刊行された。

## 臨床シミュレーション研修としての基本設計
- GIO 神経蘇生の初期診療を標準化し、決定的な治療へ効果的につなぐ。
- SBOs
  - 意識のレベルを的確に判断する（JCS、ECS、GCSなど様々な判定スケールを用いる）
  - 急性神経障害の重症度を客観的指標で判断する（NIHSS、CPSSなど様々な判定スケールを用いる）
  - 急性期の全身管理を理解する（ロールプレイや高機能シミュレータを用いる）
  - 急性期の代表的な症例の病院前・病院内でのチーム・ダイナミクスを理解する

受講に先立ち、ICLSやACLSなどの医療関連専門職向けの心肺蘇生コースを受講することが望ましい。
受講対象は、ERでの神経蘇生に関わる可能性のある救急隊員（救急救命士を含む）、医師、看護師などで、神経蘇生急性期の診療プロセスを円滑かつ可能な限り短時間で進めることを目標とする。またERに準ずる環境として病院内での神経蘇生への初期対応、脳卒中患者への対応も包括しており、前述の職種以外に、薬剤師、理学療法士、作業療法士、医療系の学生（医学生、看護学生、薬学生など）の受講も可能である。
ISLSコースがほぼ全国に広まりつつあり、今後、コース並びに受講生などの膨大な増加が予測されることより、2009年4月より「ISLSコース質の向上委員会」が組織され、原則として指導スタッフはワークショップの受講が必須となるなどコースの質の向上を進める動きが活発化している。また受講者登録やファシリテーション等のスタッフ登録などの事務作業は一般社団法人日本災害医療教育研修協会日本臨床シミュレーション機構ISLS事業部が担当している。

## ISLSの国際化
2009年11月に名古屋市で開催された第9回ICCVS:International Conference on Cerebrovascular Surgery において、ハンズ・オン・ワークショップとしてISLS/ PNLSコースを海外からの参加者を対象として英語で開催。2010年3月29日にハワイ大学医学部（John A. Burns School of Medicine:JABSOM） SimTiki シミュレーションセンター（ホノルル）において日米合同ISLS-WSが2010年3月29日（第1回）と2010年11月9日（第2回）に開催された。SimTiki主催の第１回ISLSコースは2011年2月15日、第２回は2011年7月19日に開催された。2012年1月にはSSHの年次総会である第12回International Meeting on Simulation in Healthcare (IMSH)総会の Pre-congress コースとしてサンディエゴ（カリフォルニア州）で開催された。
PNLSコースとの合同開催である ISLS/PNLS は、脳神経外科領域の国際学会やWFNSの教育コースなどで開催されている。詳細はPNLSを参照のこと。